# Pavel Bednařík
Pavel Bednařík (* 7. března 1980 Přerov) je český lektor, dramaturg, pedagog, publicista a politik, v letech 2007 až 2011 ředitel Asociace českých filmových klubů, v letech 2014 až 2016 zastupitel Olomouce, od února 2022 hlavní lektor spolku Wikimedia Česká republika. Člen Strany zelených.

## Život
Narodil se v roce 1980 v Přerově. Po absolvování maturitní zkoušky na Gymnáziu Otrokovice v roce 1998 vystudoval obory filmová věda a filozofie na Filozofické fakultě Univerzity Palackého v Olomouci. Absolvoval a získal tak magisterský titul v roce 2007.

### Dramaturg a pedagog
V letech 2002 až 2005 byl dramaturgem Přehlídky animovaného filmu, v letech 2006 až 2007 pak jejím ředitelem. V roce 2013 poté zahájil doktorské studium v Centru audiovizuálních studií FAMU, doktorský titul však nezískal a studium v roce 2020 ukončil. Od listopadu 2007 do září 2011 byl uměleckým ředitelem Letní filmové školy a v Asociaci českých filmových klubů. Řadu let působil jako pedagog. Kromě své alma mater vyučoval také na Filmové a televizní fakultě Akademie múzických umění v Praze, Prague Film School nebo dějiny filmu, projektový management a další předměty na Fakultě multimediálních komunikací Univerzity Tomáše Bati ve Zlíně. Zde pak v letech 2018–2019 působil také jako vedoucí ateliéru Audiovizuální tvorby.

### Expert filmové výchovy
Spolupracuje s Britským filmovým institutem, přičemž v rámci této spolupráce je členem expertní skupiny. Působí rovněž jako konzultant, přičemž spolupráci navázal například s Národním filmovým archivem či se Zlínským Filmovým Festivalem. Od ledna do srpna 2012 působil na tiskovém oddělení při Mezinárodním filmovém festivalu Karlovy Vary. V rámci své publicistické činnosti publikuje v články v časopisech (např. A2, Cinepur nebo Iluminace). Od září 2019 do března 2023 byl předsedou Asociace pro filmovou a audiovizuální výchovu a v roce 2020 navázal spolupráci s Národním pedagogickým institutem, přičemž se začal podílet na revizi rámcových vzdělávacích programů v některých oborech spojených s filmem. Je autorem konceptu průvodce filmem a audiovizí pro základní školy Filmouka, kam napsal také jednu z kapitol.

### Další působení
Od října 2019 do září 2020 byl zároveň ředitelem Kina Pohoda v Jeseníku. Podílel se také na organizaci různých filmových festivalů, například Jeden svět či v letech 2005 až 2006 MFDF Jihlava. V rámci jihlavského festivalu také zajišťuje texty do katalogu, Dok.revue a moderuje diskuse. Odborně se věnuje modelům filmové výchovy v Evropě, využití filmu ve vzdělávání a vztahu filmu a ideologie.
V únoru 2022 se stal hlavním lektorem spolku Wikimedia ČR a aktivním wikipedistou. Později pro spolek začal pracovat také jako manažer programů pro partnerství, když ve funkci nahradil Evu Vele.

## Politické angažmá
Od roku 2011 je členem Strany zelených, za kterou kandidoval v několika různých volbách. V komunálních volbách v roce 2014 byl zvolen z druhého místa kandidátní listiny Občané pro Olomouc zastupitelem Olomouce. Byl jím do května 2016, kdy se vzdal mandátu zastupitele města kvůli roční pracovní stáži v Belfastu. V září 2013 se stal předsedou místní organizace Zelených v Olomouci, ve funkci setrval do prosince 2015. V roce 2013 byl v souvislosti s předčasnými volbami do Poslanecké sněmovny mediálním koordinátorem strany.
V roce 2017 kandidoval ze 16. místa kandidátní listiny Strany zelených ve volbách do Poslanecké sněmovny. Strana však získala necelé 1,5 % hlasů a zvolen tak nebyl. V roce 2021 pak kandidoval z 10. místa kandidátní listiny strany ve volbách do Poslanecké sněmovny. Mandát poslance však opět nezískal, neboť strana získala ve volbách pouze necelé jedno procento hlasů.
V sněmovních volbách v roce 2025 kandiduje v Olomouckém kraji z pozice člena Zelených na předposledním 22. místě kandidátní listiny Pirátů.

## Osobní život
Se svou partnerkou žije v Olomouci, konkrétně v její části Nová Ulice. Hovoří anglicky, německy a polsky. V prosinci 2011 založil tradici blešího trhu Vintage.Market.Olomouc. Je propagátorem jízdy na jízdním kole, pomáhal například organizovat akci Do práce na kole. V roce 2014 byl předmětem zájmů médií poté, co se rozhodl podat žalobu, když musel v zimě devět hodin čekat ve vlaku bez topení.

## Galerie

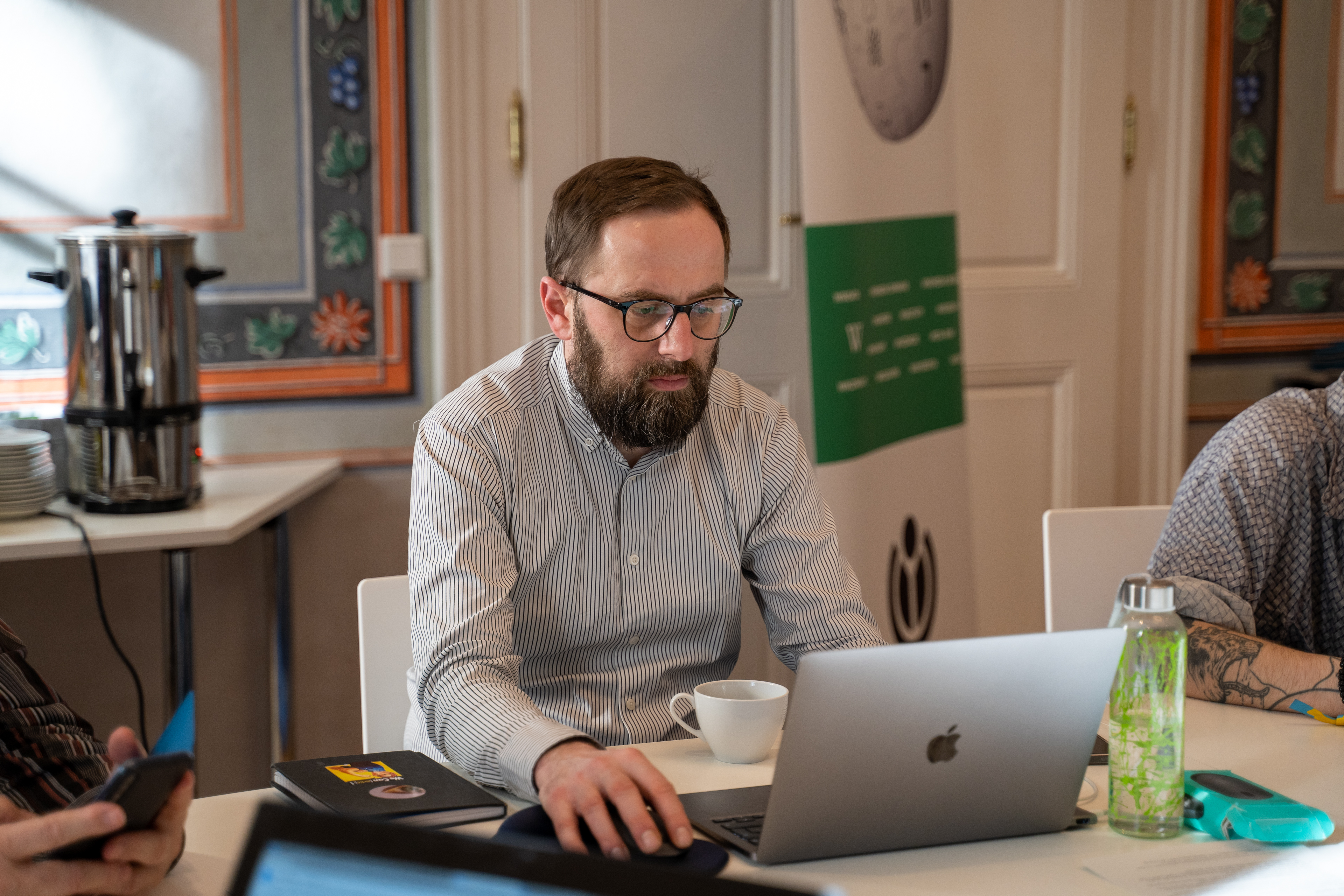
WikiGap, březen 2022
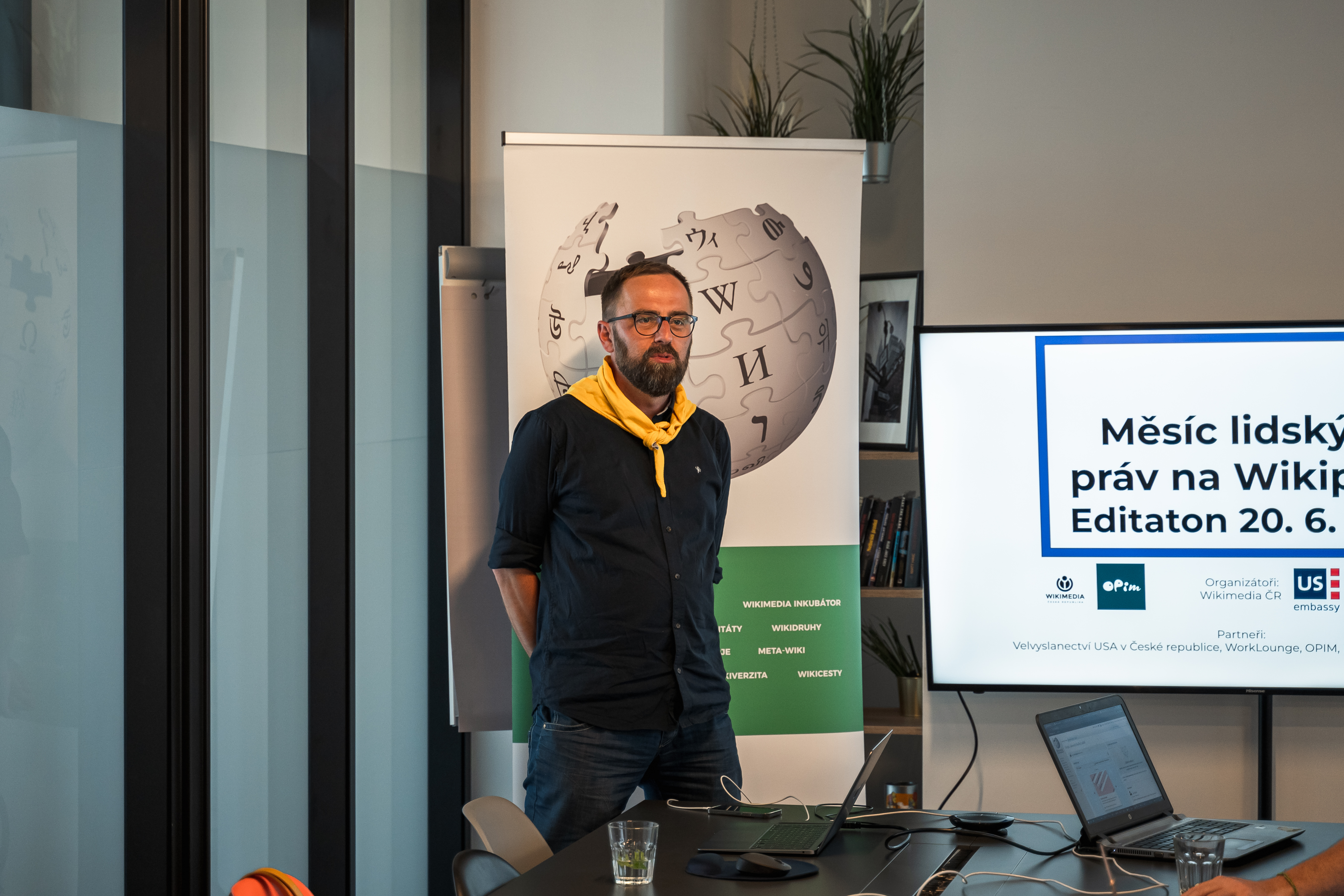
Editaton Lidská práva na Wikipedii, červen 2022
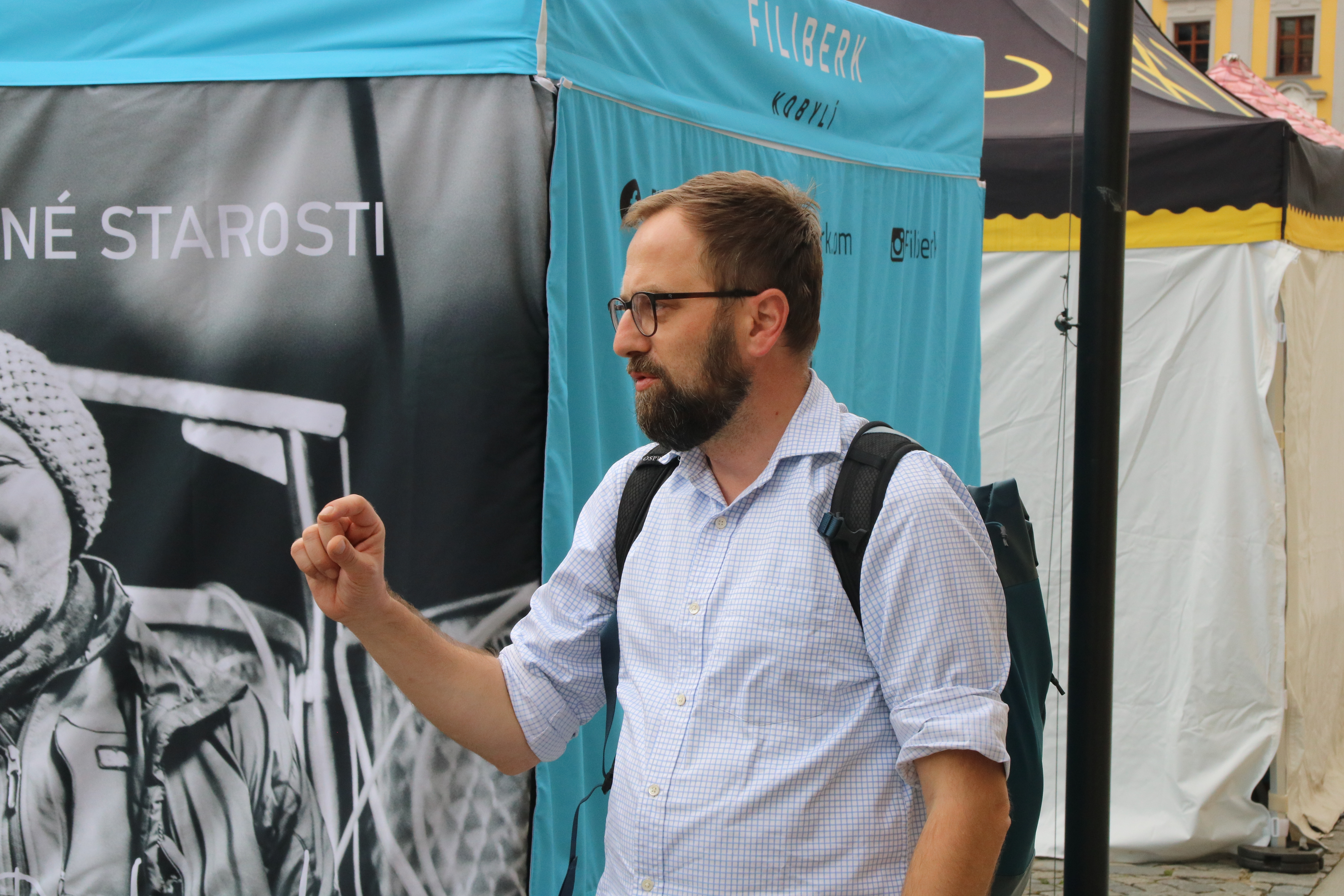
Seniorské WikiMěsto Olomouc, září 2022
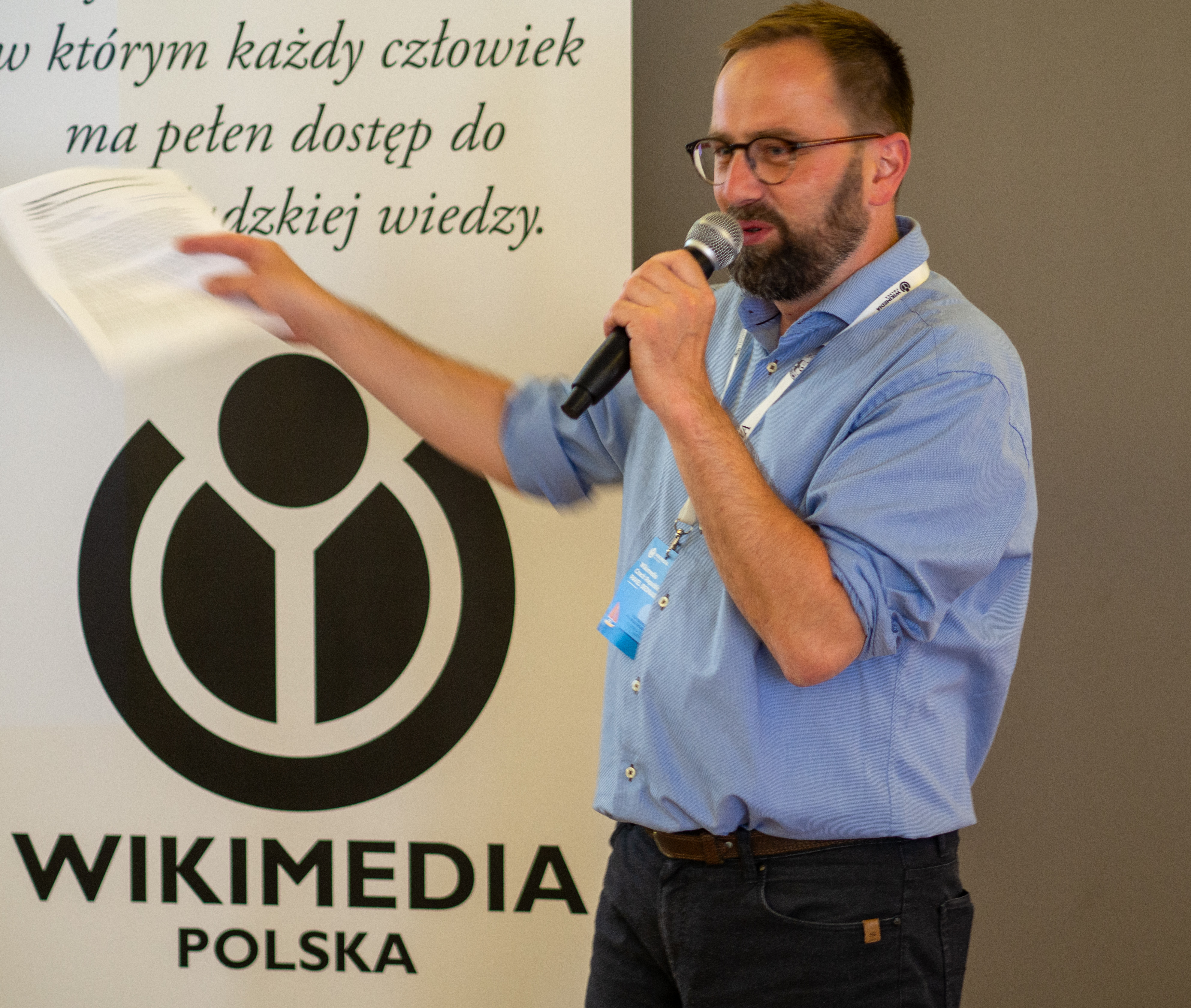
Konference Wikimedia Polska, červen 2023
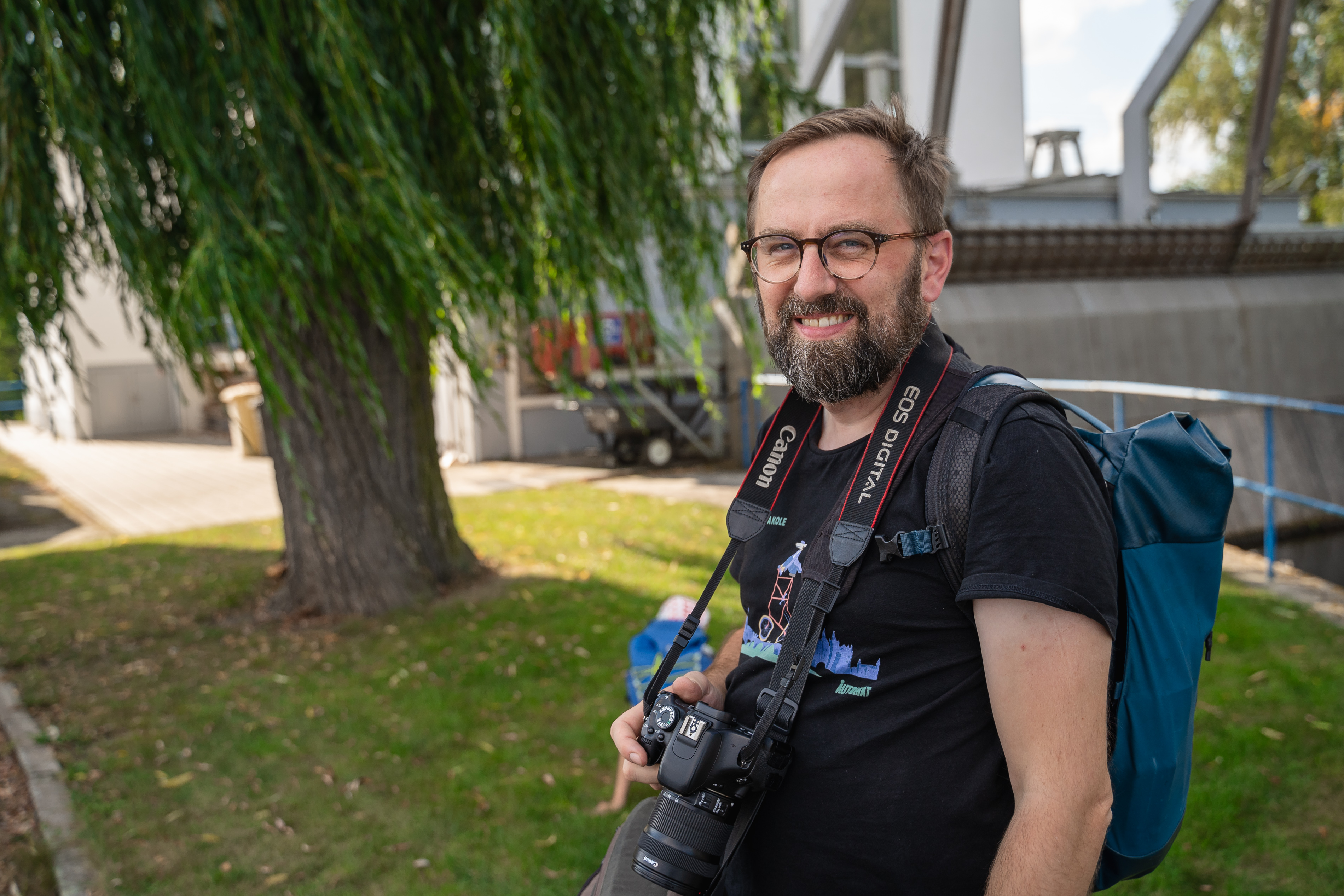
Seniorské WikiMěsto Lysá nad Labem, září 2023
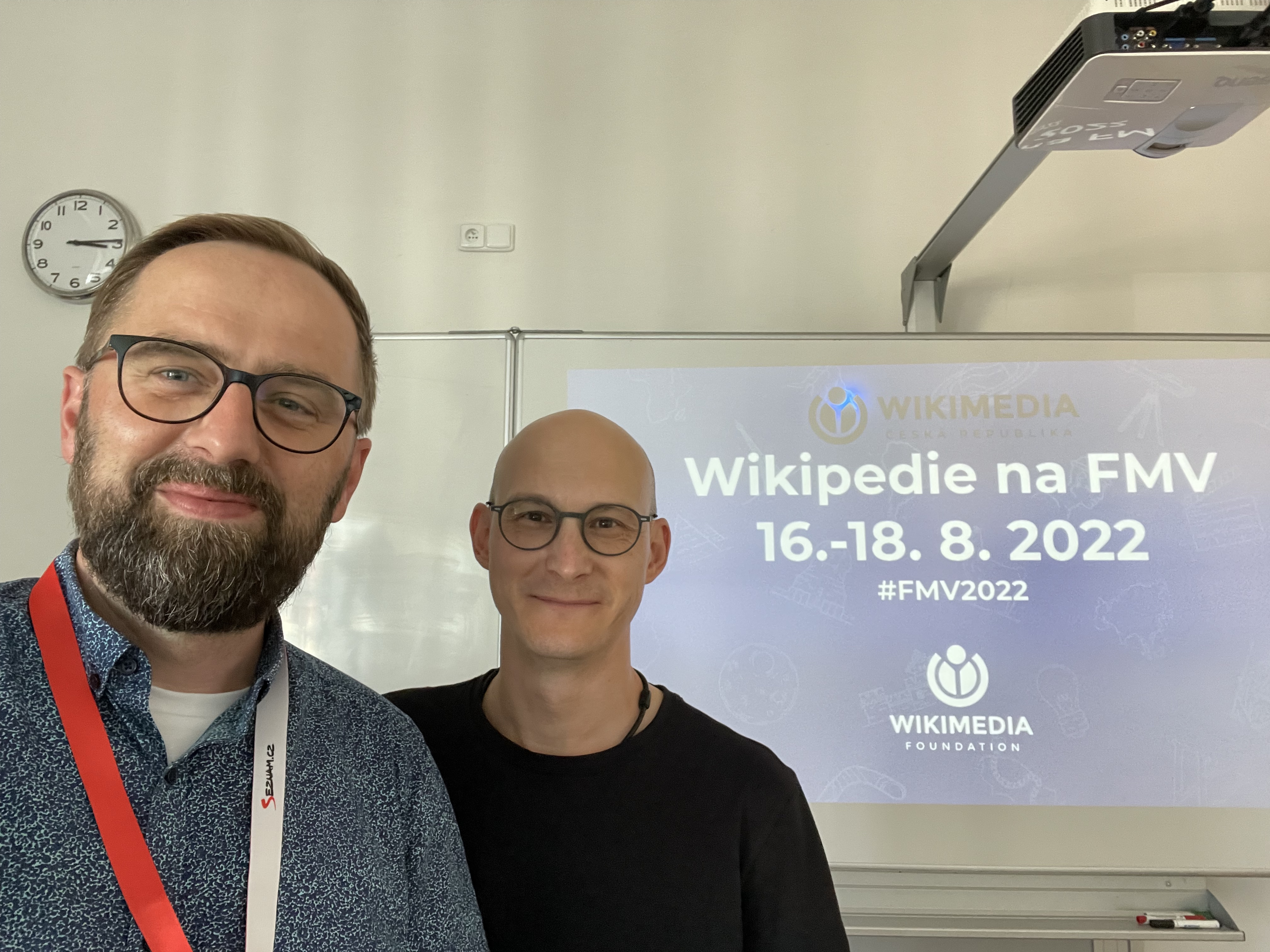
S Jaroslavem Maškem
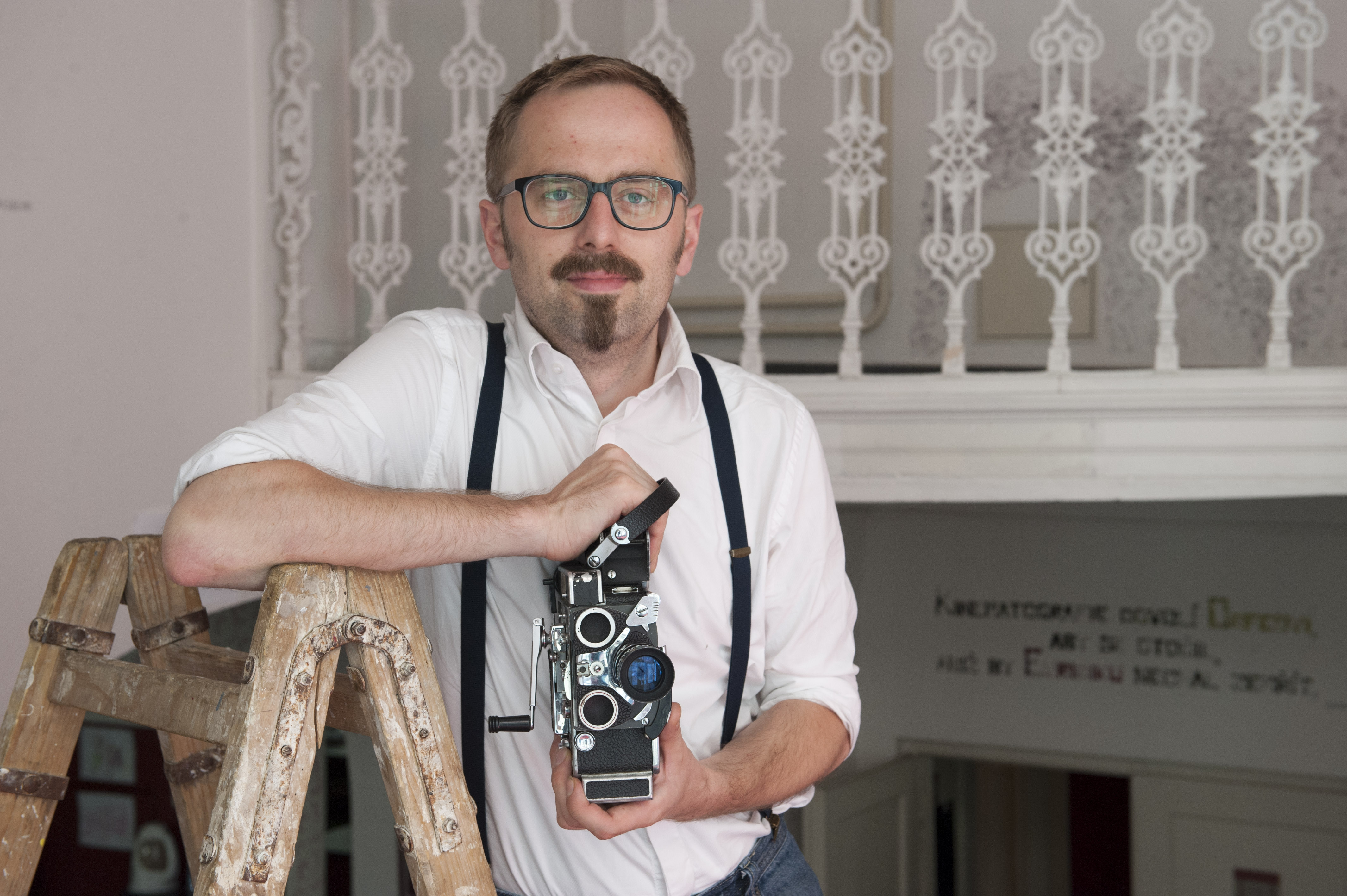
V kině Ponrepo
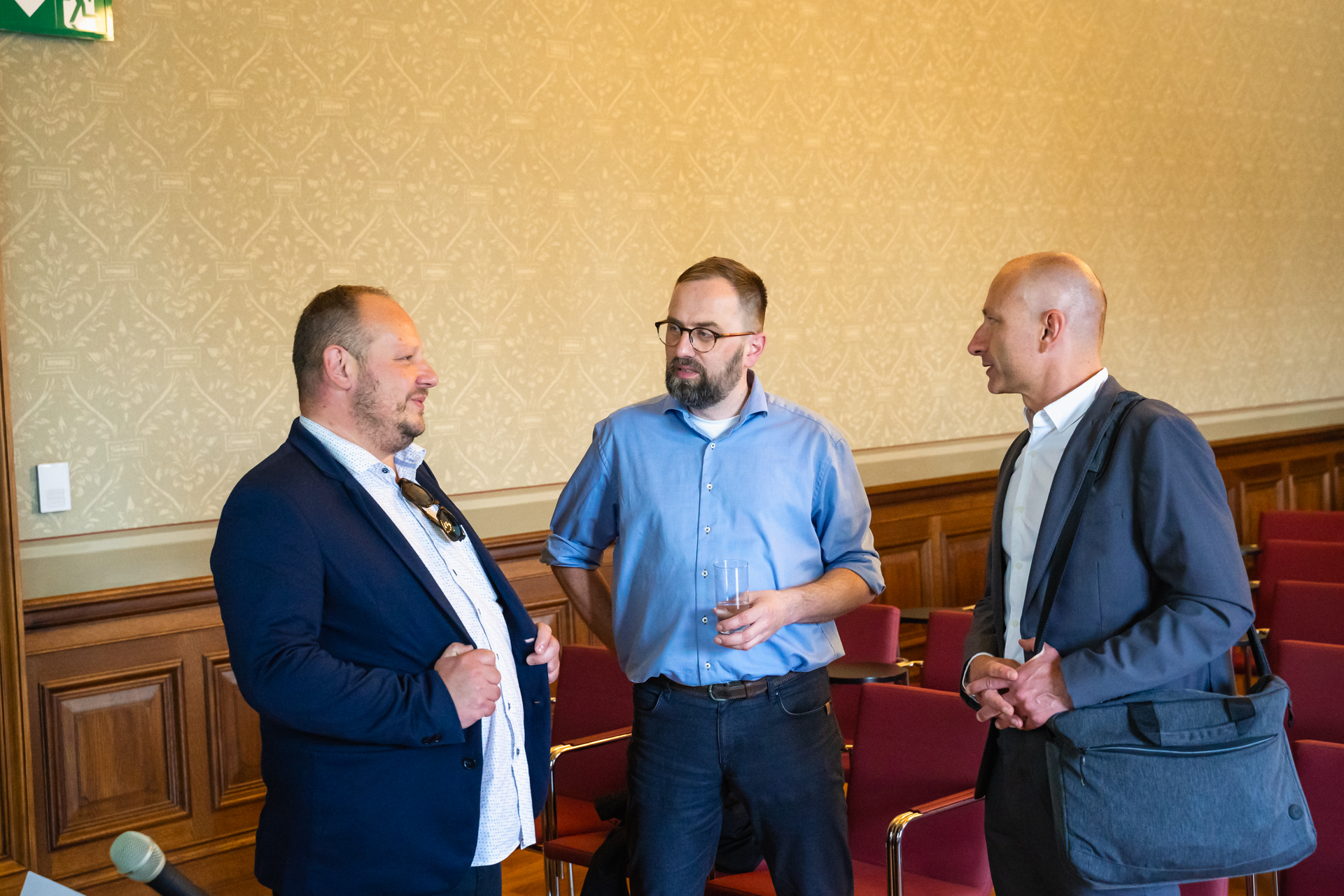
S Davidem Brabcem a Oldřichem Vágnerem
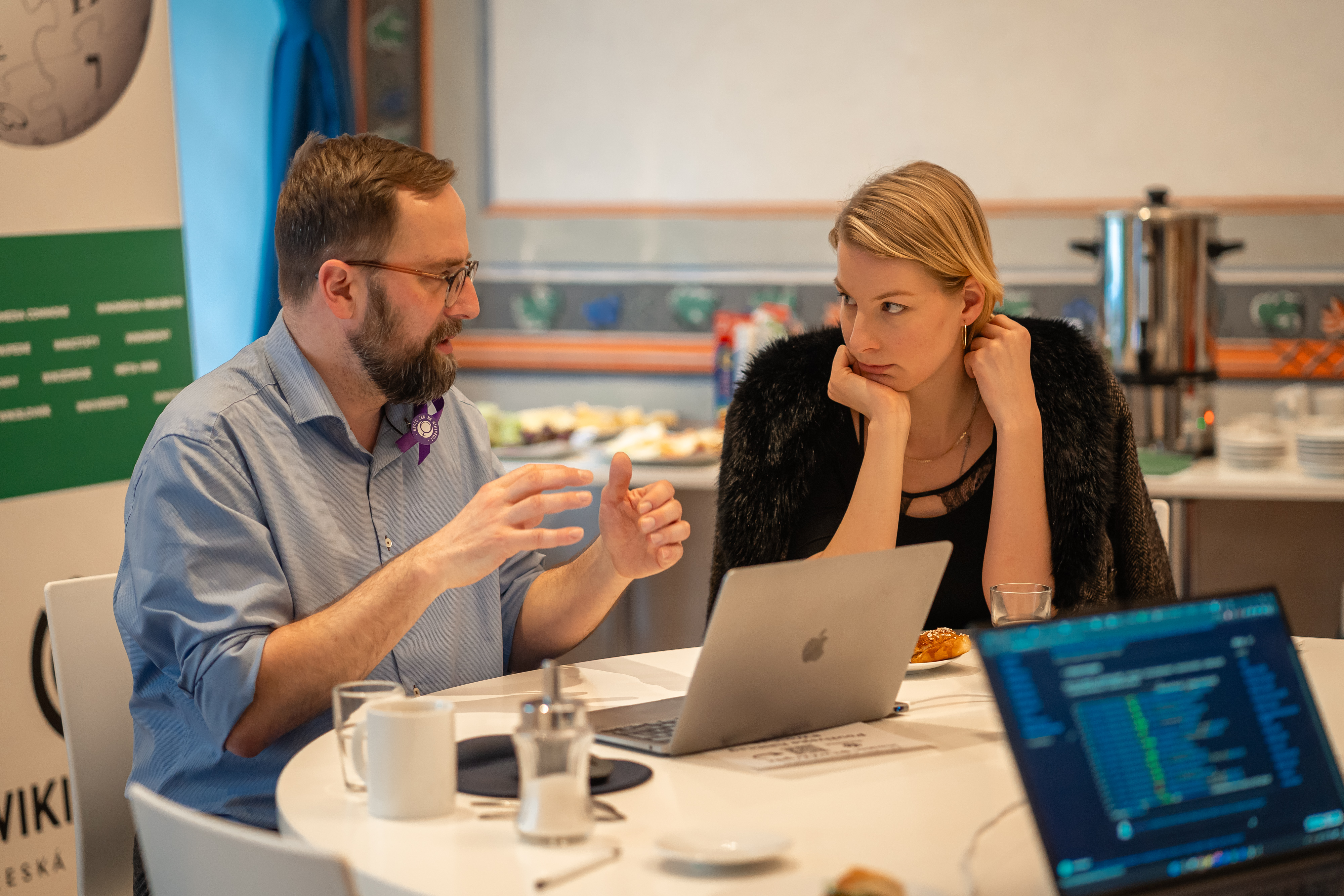
Se Zuzanou Částkovou na editatonu Měsíce žen na Wikipedii
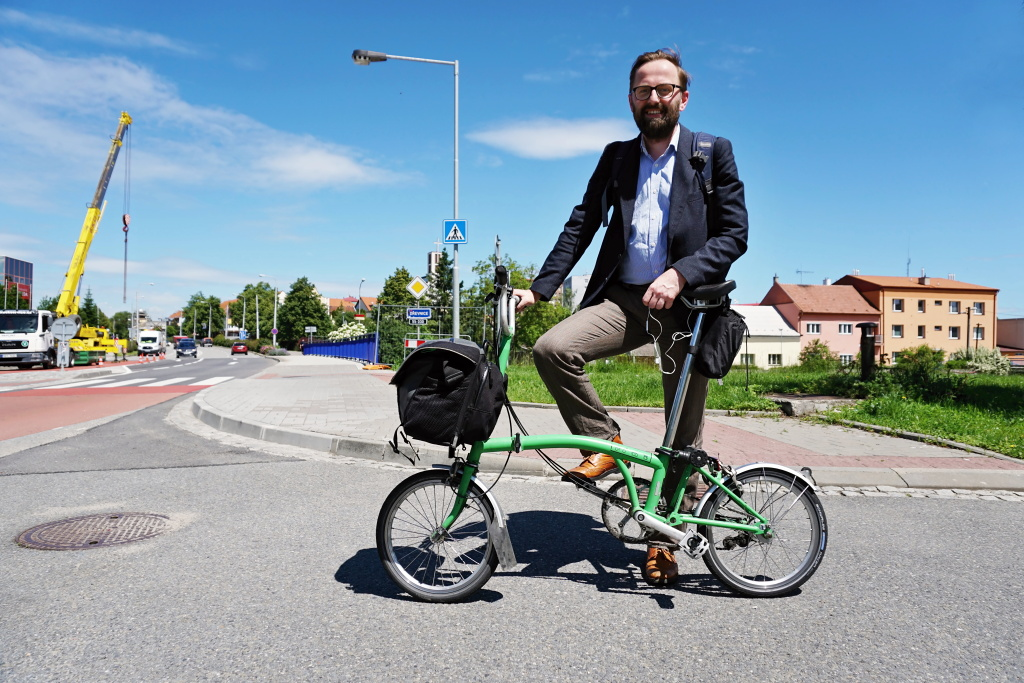
Na svém kole Brompton
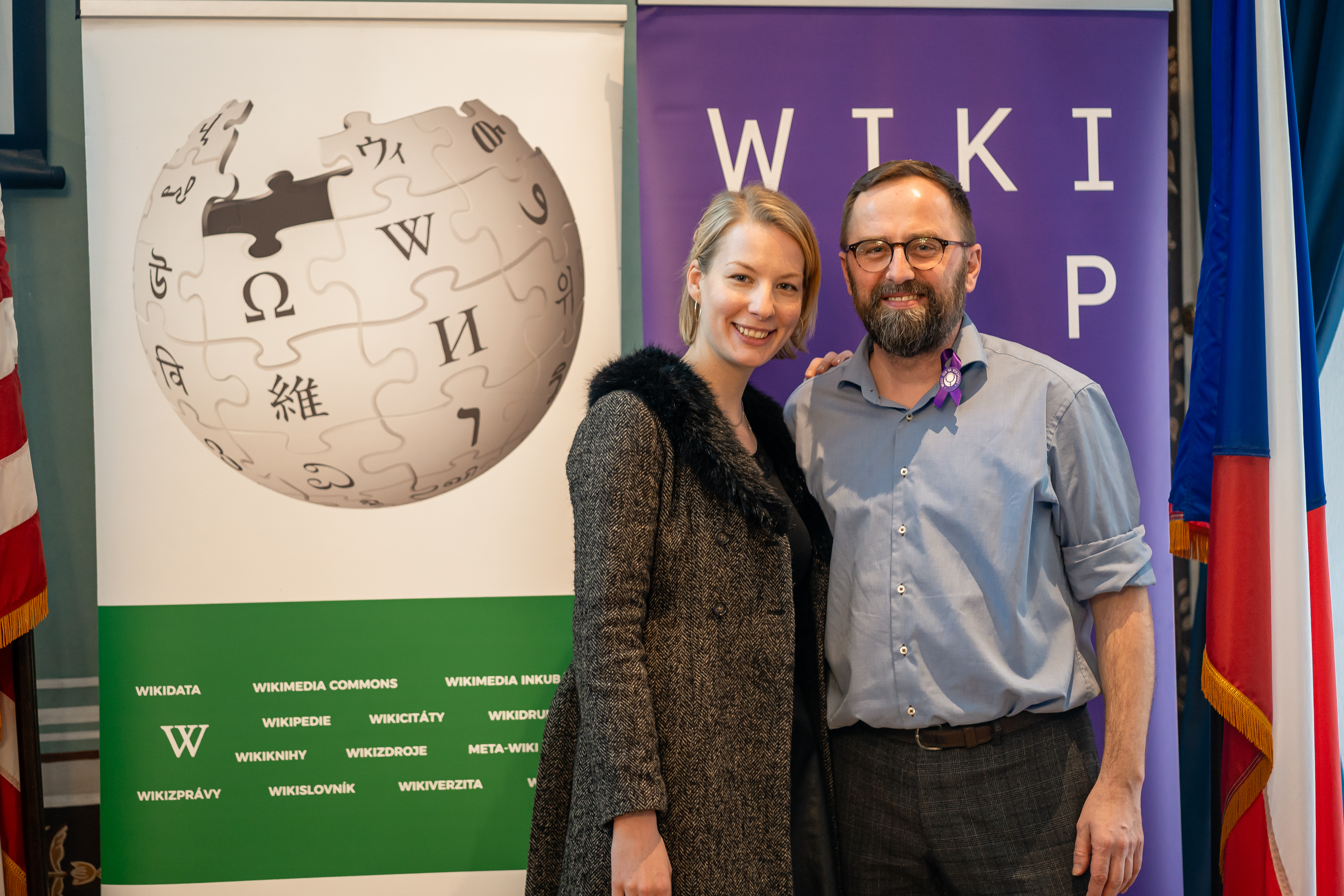
Na editatonu Měsíce žen na WIkipedii
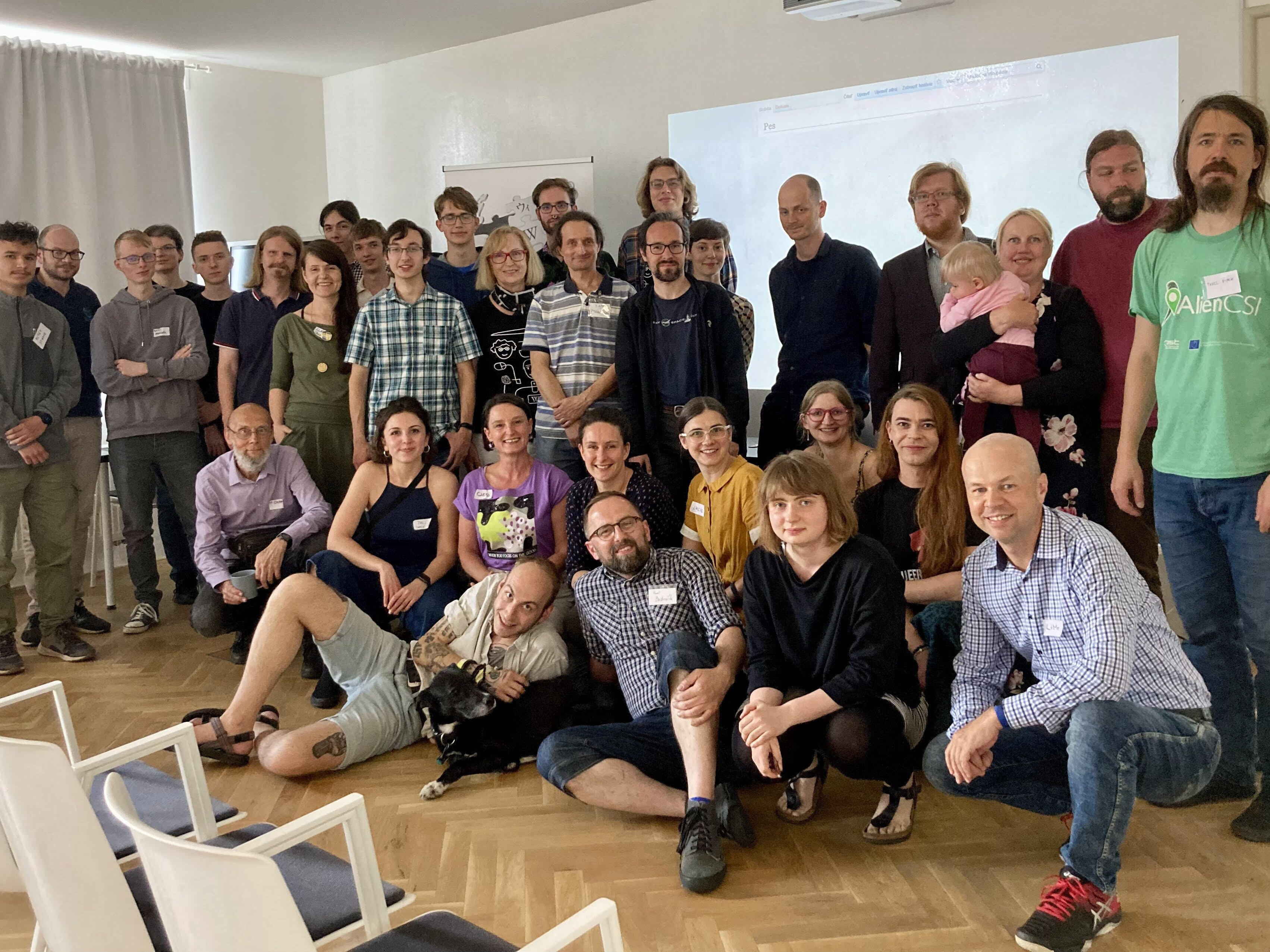
Na komunitní Wikikonferenci 2023